# Hypselodoris maculosa
Hypselodoris maculosa (Pease, 1871) è un mollusco nudibranchio della famiglia Chromodorididae.
Questa specie si distingue per il corpo allungato e la colorazione biancastra o giallastra, arricchita da macchie o strisce di colore marrone o violaceo. I rinofori e le branchie sono in genere di una tonalità più scura rispetto al resto del corpo.

## Biologia
Si nutre di spugne della specie Dysidea fragilis (Dysideidae).
Hypselodoris maculosa è ermafrodita e si riproduce attraverso la fecondazione incrociata, scambiando sperma con un altro individuo. Le uova vengono deposte in sottili strisce o masse gelatinose attaccate a substrati come le spugne.
Come molti altri nudibranchi, Hypselodoris maculosa è capace di accumulare composti tossici dalle spugne di cui si nutre, utilizzandoli come meccanismo di difesa contro i predatori.

## Distribuzione e habitat
La specie è distribuita principalmente nelle acque tropicali dell'oceano Indiano e nel Pacifico occidentale. È stata avvistata nelle Filippine, nelle isole Hawaii e lungo le coste del Giappone.